# Jaron Lanier
Jaron Lanier (New York, 3 maggio 1960) è un informatico, compositore e saggista statunitense, noto per aver reso popolare la locuzione virtual reality (realtà virtuale), di cui è peraltro considerato un pioniere.

## Biografia
Nato a New York da una famiglia di emigrati europei scampati alla shoa, e cresciuto a Mesilla, nel Nuovo Messico, Lanier ha fondato la Virtual Programming Languages (VPL Research). E' noto principalmente come sviluppatore di software, ma scrive anche per riviste, fra le quali Edge e Discover.

### Il lavoro come sviluppatore
Ebbe come mentore Marvin Minsky.
Durante gli anni novanta, il termine cyberspazio iniziò a divenire de facto sinonimo di Internet, e più tardi di World Wide Web, perdendo il suo significato originale; in questi anni Lanier ipotizzò la possibilità di arrivare, grazie a tecnologie per la visualizzazione tridimensionale, a una forma di comunicazione "post-simbolica". L'idea prevedeva che invece di ricorrere a parole per descrivere le cose, sarebbe stato presto possibile costruire virtualmente gli oggetti o dare una parvenza visiva ai concetti, comunicando direttamente per loro tramite.
Da allora in poi la realtà virtuale ben presto divenne uno strumento con potenzialità d'interesse in tutti i campi della conoscenza, attirando un numero di utenti sempre maggiore, interessati soprattutto da ciò che può essere percepito come uno stile di vita alternativo, in un ambito che dà un ampio spazio alla creatività ed alla interattività, creando dei percorsi in mondi nuovi. Non a caso proprio Jaron Lanier ne ha evidenziato le enormi potenzialità come strumento in grado di favorire nuove forme di creatività condivisa e quindi modalità inedite di relazione.
Lanier tiene a precisare che il suo concetto di realtà virtuale si discosta nettamente dai videogiochi che per quanto coinvolgenti mentalmente sono attivati da pulsanti, mentre nella realtà virtuale è l'intero corpo ad essere immerso in un altro mondo, con percezioni che si avvicinano allo stato onirico (con i suoi dispositivi ha partecipato ad esperimenti di Stephen LaBerge sul sogno lucido )  od anche alle allucinazioni delle sostanze psicotrope come l'Lsd, di cui afferma non avere mai fatto uso nonostante non gli siano mancate le occasioni nell'ambiente hippy che frequentava. 
È stato consulente di Linden Lab, azienda creatrice del progetto Second Life, e di Microsoft per la realizzazione del Kinect, accessorio della Xbox 360.
Nel 2014 ha vinto il Premio internazionale per la pace degli editori tedeschi.

### Cyber-pessimismo
Lanier ha criticato aspramente il paradigma culturale ottimista di "saggezza della folla" di James Surowiecki, teorizzato nell'omonimo libro, pubblicato in Italia nel 2004, in cui si sostiene che il prodotto intellettuale di un gruppo sia quasi sempre migliore dei prodotti intellettuali dei singoli.
Nel suo saggio You Are Not a Gadget: a Manifesto (trad. italiana: Tu non sei un gadget, 2010), Lanier ha confermato la sua critica alla credenze ottimistiche sull'intelligenza collettiva delle folle indistinte che agiscono in rete: a tale proposito, ha definito il progetto editoriale dell'enciclopedia Wikipedia come un «maoismo digitale»:
(Jaron Lanier, You Are Not a Gadget: a Manifesto, 2010)
Nel libro La dignità ai tempi di internet vengono affrontati i temi della disoccupazione provocata dalla diffusione di Internet e di come chi produceva conoscenza inizialmente venisse pagato ed oggi contribuisca gratuitamente. Viene fatto un confronto tra la quantità dei dipendenti di Kodak, 140.000, e quelli di Instagram prima che venisse acquisita, 22 dipendenti in tutto. Come faceva Instagram a produrre così tanto denaro con così pochi dipendenti? La risposta dell'autore consiste nel fatto che su Instagram le creazioni vengono fornite gratuitamente dalle persone, che quindi non ricevono nulla in cambio.

## Opere
- Jaron Lanier, Dieci ragioni per cancellare subito i tuoi account social, trad. Francesca Mastruzzo,  Milano, Il Saggiatore, 2018. ISBN 9788842825166
- Jaron Lanier, Tu non sei un gadget, Arnoldo Mondadori Editore, 2010, ISBN 978-88-04-60193-7. In quest'opera Lanier definisce il progetto enciclopedico Wikipedia come un «maoismo digitale»[1]
- Jaron Lanier, La dignità ai tempi di Internet, Milano, Il Saggiatore, 2013. ISBN 9788842819844
- Jaron Lanier, L'alba del nuovo tutto. Il futuro della realtà virtuale, traduzione di Alessandro Vezzoli, il Saggiatore, Milano, 2019, ISBN 978 88 428 25159 . Opera autobiografica

## Curiosità
- Jaron Lanier è stato preso a imitazione per il film cult Il tagliaerbe del 1992 nel quale appaiono anche i prototipi della sua ditta.

- Jaron Lanier appare anche nel documentario The Social Dilemma, targato Netflix, per l'importanza del suo libro Dieci ragioni per cancellare subito i tuoi account social nella discussione pubblica contro il potere manipolatorio esercitato dai social network oggi.